# Hovory
Hovory (čínsky v českém přepisu Lun-jü, pchin-jinem Lún Yǔ, znaky zjednodušené 论语, tradiční 論語; překládáno jako „Vybraná rčení“ či „Rozhovory a výroky“), někdy též Hovory Konfuciovy, jsou konfuciánský spis obsahující výroky a záznamy jednání Konfucia (snad 551–479 př. n. l.), jednoho z nejvýznamnějších filosofů starověké Číny. Jsou jednou ze Čtyř knih, které patří k základním konfuciánským textům, a jsou napsány v tradiční čínštině. Autorem Hovorů není sám Konfucius, jsou až výtvorem tradice, která následovala nedlouho po jeho smrti. Konfuciovy výroky byly původně tradovány ústně nebo po kratších záznamech a v různorodých sbírkách. Ke kodifikaci Hovorů došlo až za dynastie Chan (206 př. n. l. – 220 n. l.), od té doby text neprodělal výraznějších změn.
Dílo poskytuje nejspolehlivější pramen ke studiu Konfuciova života. Dělí se do 20 knih, které jsou dále rozčleněny do kapitol různých délek (většinou o několika větách). K nejznámějším výrokům Hovorů patří „Co nechceš, aby ti jiní činili, nečiň ty jim.“ V Hovorech se nachází vysvětlení většiny klíčových konfuciánských představ a pojmů jako je lidskost (žen), náprava jmen (čeng-ming), obřadnost (li), pojetí „urozeného muže“ (ťün-c'), Nebes (tchien) a cesty středu (čung-jung).
Od počátku 14. století do roku 1905 byla zevrubná znalost Hovorů nedílnou součástí čínského vzdělání a předmětem tamních úřednických zkoušek. Svým poměrně stylizovaným literárním stylem překonávají dosavadní tzv. kronikářskou prózu, která kladla důraz spíše na praktickou než na uměleckou stránku záznamu slova. První překlad Hovorů do evropského jazyka (latiny) pořídili v 17. století jezuitští misionáři, do českého jazyka byly poprvé přeloženy ve 40. letech 20. století Jaroslavem Průškem.

## Konfucius a tehdejší Čína

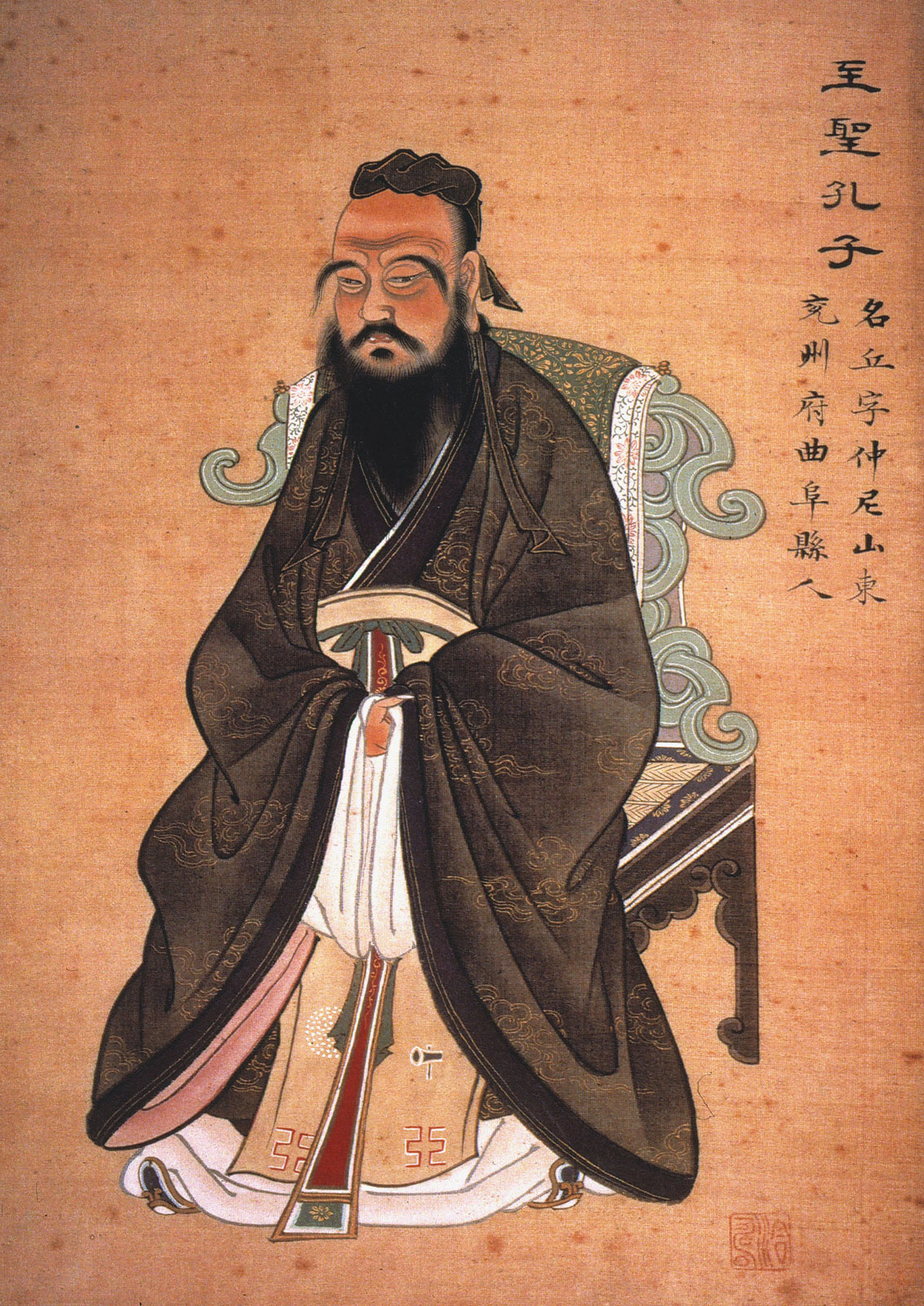
Konfucius (vyobrazení z roku 1770)

Čína v době Konfucia, tedy v 6.–5. století př. n. l., se ocitala na pokraji hlubokých společenských a myšlenkových změn. Čínská kultura, původně rozšířená pouze kolem Žluté řeky, se rozšiřuje do všech geografických oblastí dnešní Číny. Rozdrobené malé feudální státy se začínají shlukovat do větších celků; vrcholem tohoto procesu byl vznik dynastie Čchin koncem 3. století př. n. l., která jako první čínská dynastie sjednotila větší část dnešní Číny pod jednotnou vládu. Jinak nepřekročitelná hranice mezi šlechtou a poddanými se začíná vytrácet. Hlavním představitelem nové společnosti se stává vzdělaný literát, který slovem i písmem řídí společenský život ve všech projevech. Tradiční čínské náboženství v čele s „pánem na nebesích“ upadá a nad názory vycházející z náboženských představ a tradice je stavěn názor jednotlivce – filosofa. Dovytváří se čínská kultura, rozmach zažívá literatura i filosofie, která se zabývá hlavně vztahem člověka a společnosti i společenským řádem obecně.
V době, kdy začíná celá tato společensko-kulturní proměna, se narodil Konfucius. Jeho život je opředen mnoha legendami a s jistotou toho lze o něm říci jen velmi málo. Vybrat z mnoha legend relevantní biografická data ztěžuje i skutečnost, že první Konfuciův životopis byl sepsán až ve 2. století př. n. l., tedy několik století po Konfuciově smrti. První Konfuciův životopis zpracoval čínský klasický historik S’-ma Čchien ve svém díle Š'-ťi („Zápisky historika“). Při sestavování Konfuciova životopisu se vychází hlavně ze samotných Hovorů, které obsahují občasné zmínky z Konfuciova soukromého života a jsou považovány za nejspolehlivější zdroj k jeho životu.
Podle tradice se Konfucius narodil v roce 551 př. n. l., někteří badatelé jako Henri Maspero však toto datum zpochybňují a posouvají o čtvrt století dále. Jméno Konfucius je latinizovaná podoba jeho původního čínského jména Kchung Fu-c'; k tomuto polatinštění došlo v 16. století, kdy byly myšlenky Konfucia poprvé šířeji představeny evropské společnosti. Jeho rodné město, Čou-i, se nacházelo v malém království Lu. Pocházel z chudého aristokratického rodu a už od dětských let se mu dostávalo patřičného vzdělání, v devatenácti letech se oženil. Jako mladík získal post dozorce sýpek, toužil však dát se do služeb státu. V době tzv. Válčících států (kolem 475–221 př. n. l.) putoval skrze různé státy a nabízel své služby panovníkům doufaje, že se z něj stane vysoký státní úředník. Po neúspěchu na politickém poli se vrátil do svého rodiště a založil vlastní školu. Díky věhlasu, který získal skrze své názory při putování po různých státech, byli do jeho školy posíláni mladíci z nejvznešenějších čínských rodin. Jako soukromý učitel Konfucius působil až do konce svého života. Mezi své žáky přijímal hlavně mladé studenty z řad zchudlých šlechticů.
Vyučoval patrně přímo ve svém domě, a to jak formou přednášek, tak formou rozhovorů se studenty. Ti u něj studovali zejména za účelem získání nějakého dobrého úřednického místa ve státní správě. Podle tradice se dožil 73 let a zemřel v roce 479 př. n. l. Jeho hrob se nachází v Čchü-fu.

## Vznik díla

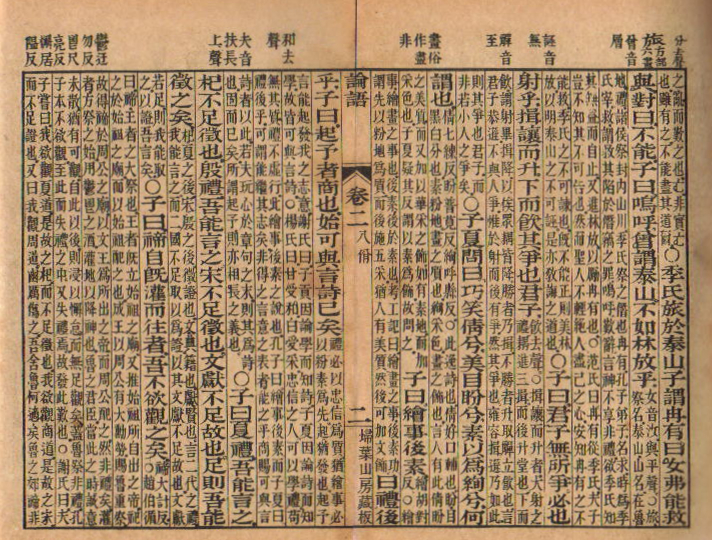
Hovory, kniha II

Po Konfuciově smrti jeho žáci zakládali vlastní školy, ve kterých kolovaly různé ústně i písemně tradované výroky přičítané Konfuciovi. Občas byly seskupovány do větších sbírek, které však byly značně odlišné od Hovorů, jak je známe dnes. Podrobnější okolnosti vzniku Hovorů jsou značně nejisté. Podle slovenské sinoložky Mariny Čarnogurské jsou v zásadě tři hypotézy, jak ke vzniku první sbírky Konfuciových výroků došlo:
1. Výroky sesbírali, roztřídili a do jedné sbírky sestavili literáti z řad druhé generace Konfuciových žáků
2. Konfuciovy výroky zaznamenávali jeho přímí žáci, kteří je pak používali pro učební účely
3. První sbírka výroků vznikla jako dodatečné dílo autora či autorů, kteří se zabývali Konfuciovým učením

Ať už první sbírky vznikaly jakkoli, v průběhu staletí k nim bylo přidáváno množství materiálu, který nepocházel přímo od Konfucia, a naopak některé Konfuciovy výroky byly zkresleny či ztraceny úplně. Z části to je zapříčiněno způsobem zaznamenávání psaného slova ve starověké Číně, zejména pak v období Válčících států. Čínské znaky se tehdy zaznamenávaly vertikálně na proužky štípaného bambusu. Obyčejně jeden bambus obsahoval jeden výrok, avšak stávalo se, že delší výroky byly psány i na více bambusových plátků. V bambusu se pak navrtala malá díra, kterou byl provlečen konopný provaz spojující jednotlivé bambusy s výroky do svitku. Bambus coby nestálý materiál se občas poničil poničil nebo zlomil, občas se dokonce přetrhl konopný provaz a výroky se pomíchaly. Konfuciánští literáti se snažili prázdná místa zaplňovat jinými Konfuciovými výroky, avšak pokud je neměli k dispozici, jednoduše je dopsali dle vlastního uvážení. V konečném důsledku se některé výroky ztratily úplně, některé byly doplněny pozdější tradicí a některé kapitoly z výroků jsou takřka duplicitní. Např. Mencius, jeden z nejvýznamnějších Konfuciových žáků, cituje množství Konfuciových výroků, které se v dnešních Hovorech nevyskytují.
Ke kodifikaci Hovorů došlo v polovině 2. století př. n. l. za dynastie Chan, konečnou podobu Hovorům vtiskl Čeng Süan. Je však známo, že i poté kolovaly mezi lidem sbírky v některých detailech odlišné. Co se týče stáří jednotlivých knih, tak český sinolog Jaroslav Průšek se staví za názor klasického anglického sinologa Arthura Waleyho, podle kterého nejstarší části Hovorů jsou knihy III–IX. Naopak nejmladší je pravděpodobně kniha XVI. Obecně by se dalo říci, že starší jsou výroky nezasazené do konkrétních situací.

## Styl
Hovory jsou rozděleny do 20 knih, které jsou dále roztříděny do číslovaných kapitol různé délky, která se pohybuje v rámci několika vět. V dnešní literatuře se knihy obvykle označují římskými číslicemi a kapitoly číslicemi arabskými, takže např. “Hovory X, 3” odkazují ke třetí kapitole desáté knihy. Většina kapitol se skládá z výroků Konfucia, který je zde oslovován jako Mistr (子); většinou odpovídá na dotazy svým žákům. Nejedná se o souvislé vyprávění, výroky za sebou následují víceméně náhodně, podobně jako biblické žalmy. Nejeden čínský filosof proto zdůrazňuje, že Hovory se nemají číst najednou, ale postupně a velmi pečlivě. Zdůrazňují, že nad jednotlivými výroky by se čtenář měl zamyslet, aby správně pochopil význam, který Konfucius výrokům přisuzoval.
Hovory jsou původně psány v tradiční čínštině v neschematizované formě, v tzv. neschematizované ku-wen. Navazují na tradici tzv. kronikářské prózy, avšak literární formou ji už značně překonávají. Do vzniku Hovorů byla totiž čínská literární forma značně omezená a zaměřovala se na suché popisování historických událostí; Hovory jsou už psány poměrně stylizovaným a vytříbeným literárním stylem.

## Obsah

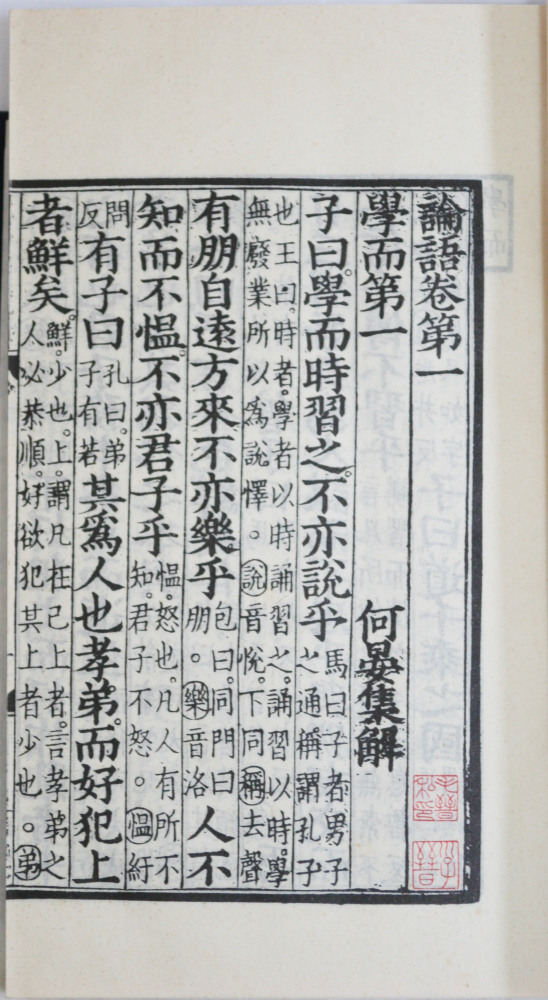
Část Hovorů (verze z doby dynastie Jüan 1271–1368)

Podle Vladimíra Liščáka by se dala hlavní myšlenka Hovorů shrnout do pojmu lidskost (žen (仁), Průšek žen překládá jako Dobro, někdy se též objevuje překlad humánnost) a do kapitoly 23 knihy XV: „Co nechceš, aby ti jiní činili, nečiň ty jim.“ Uplatnění žen v praxi má za následek mravnost (li (禮); stejný znak se dříve používal pro obřadnost, o které je pojednáno níže) neboli Řád, a podle Konfucia ten, „kdo se přemáhá a podrobuje Řádu, je dobrý.“ V tomto smyslu si Konfucius představoval ideál dobrého člověka: „Pevný, rozhodný, prostý, málomluvný – takový je člověk blízký Dobru“. Tento ideál velebící pevnost, rozhodnost, skromnost a málomluvnost Konfucius zdůrazňoval poměrně často a je možné, že se do tohoto ideálu promítala i jeho vlastní osobnost.
Po lidskosti (žen) Konfucius snad nejvíce zdůrazňoval oddanost syna vůči otci, která zakládá oddanost poddaného vůči panovníkovi. V pozdějším konfuciánském učení je tento vztah zakotven v pěti vztazích, které určují sociální soužití (wu-lun (五倫)). Tyto vztahy jsou mezi otcem a synem, mužem a ženou, starším a mladším bratrem, knížetem a poddaným, přítelem a přítelem. Vyjma vztahu mezi synem a otcem (rodiči) se o těchto pěti vztazích v Hovorech příliš nepíše a je pravděpodobné, že jsou produktem až pozdější tradice, byť je zřejmé, že inspirační zdroj se nachází v Hovorech.
Velké debaty dodnes vzbuzuje otázka, zda konfucianismus je náboženství či ne. Sám Konfucius zaujímal k tehdejšímu oficiálnímu náboženství, tzn. kultu předků, velmi zdrženlivý postoj. Na otázku, jak má člověk sloužit duchům, odpověděl: „Jak můžeš sloužit duchům, když dosud neumíš sloužit lidem?“ Stejně tak zdrženlivě Konfucius odpověděl na otázku po osudu zemřelých: „Jak se můžeš něco dovědět o smrti, když neznáš život?“ nebo na otázku výkladu oběti předkům: „Neznám výklad. Kdo by jej znal, mohl by vládnout všemi věcmi pod nebesy tak snadno, jako kladu toto sem. A položil prst na dlaň své ruky.“ Kult předků však Konfucius nezavrhoval, v jeho chápání jde ale spíše o etickou než náboženskou záležitost. Konfucius z rituální stránky obřadnosti (opět li (禮)) přehlížel její náboženskou rovinu a zaměřil se na prožitky člověka a jeho stavy během rituálu, na jeho obřadný postoj. Tento niterný pocit člověka je slavnostního rázu, který navenek vyniká formálním chováním. Konfuciově lidskosti (žen) to dodává estetickou hodnotu a formální vytříbenost.
Nemalá část Hovorů je věnována tomu, jak dobře vládnout. Na otázku C'-kunga na to, jak dobře vládnout, Konfucius odpověděl: „Dostatek potravy, dostatek zbraní a důvěra prostého lidu.“ Poté, co byl Konfucius požádán, aby od jedné z věcí upustil, Konfucius upustil od zbraní a poté od potravy, protože „od starodávna smrt je údělem všech. Ale bez důvěry lid obstát nemůže.“ Když byl Konfucius dotázán na to, co by učinil, kdyby se stal panovníkem, odpověděl, že by provedl opravu řeči (正名, čeng-ming; doslova „učinit správným pojmenování“), protože „je-li řeč nesprávná, pak se to, co se říká, neshoduje s tím, co je míněno; a neshoduje-li se to, co je řečeno, s tím, co je míněno, nemůže být provedeno to, co má být vykonáno. Nemůže-li být provedeno to, co má být vykonáno, pak nebudou obřady ani hudba vzkvétat. Nebudou-li obřady ani hudba vzkvétat, pak zmrzačení a menší tresty nepostihnou pravé viníky. Když zmrzačení a menší tresty nepostihnou pravé viníky, pak nebude mít lid kam složit ruce a nohy. Proto užívá urozený muž jen takové řeči, jakou se hodí proslovit, a mluví jen o tom, co se hodí vykonat.“ Opravou řeči Konfucius myslí, aby se kníže choval jako kníže a stejně tak ostatní nechť se chovají tak, aby byli hodni svého jména. Podle Konfucia totiž každý (ať je to kníže či např. otec nebo manželka) musí konat podle povinností, které jsou uloženy v jeho jméně. „Kníže nechť je knížetem, ministr ministrem, otec otcem a syn synem.“
Konfuciův „urozený muž“ (též ušlechtilý či dobrotivý; 君子, ťün-c'), který je zmíněn výše, patří ke klíčovým konfuciánským pojmům. Jedná se o ideálního konfuciánce, který se „řídí zásadami li, jak byly zapsány ve starých knihách, jež se staly kánonem.“ Pojem ťün-c' měl původně politický nádech, Konfucius mu však vtiskl nový, morální význam. Podstatou tohoto významu je chápání urozeného muže jako člověka, jehož urozenost (ušlechtilost, dobrotivost) není dána původem, ale jeho morálkou, které lze docílit jedině prostřednictvím učení. V protikladu k tomuto pojmu stojí siao-žen (小人), doslova „malý člověk“ (ve smyslu nízkého morálního charakteru). V Hovorech bývají často ťün-c' a siao-žen kladeni do protikladu; např. „Urozený muž se vyzná v tom, co je správné, stejně jako se malí lidé vyznají v tom, co se vyplatí.“
Jak bylo naznačeno výše, neustálé učení hraje u Konfucia velmi důležitou roli. Podle Hovorů vyučoval čtyřem věcem: „vzdělání, řízení záležitostí, věrnosti představeným a plnění slova.“ Zdůrazňuje přitom, že učení není pouze knihomolství či samoúčelné hromadění fakt; učení chápal jako shromažďování poznatků, kterými pak člověk mohl řídit své chování. Konfucius byl velkým milovníkem znalostí starých časů, ke kterým často odkazoval: „Kdo může získat znalost nového oživením starého, je schopen být učitelem.“
Konfucius zavrhoval jakékoliv druhy pověry a choval kladný vztah k hudbě, kterou kladl do úzkého vztahu s rituálem. Hudbu však adresuje zejména urozeným mužům: „Jenom prostí lidé čekají, až pokročí v hudbě (než přijmou úřad). Urozený muž si může dovolit poznávat obřady a hudbu později.“ „Ale pokud se týče obřadů a hudby, to bych musel přenechat pravému urozenému muži.“

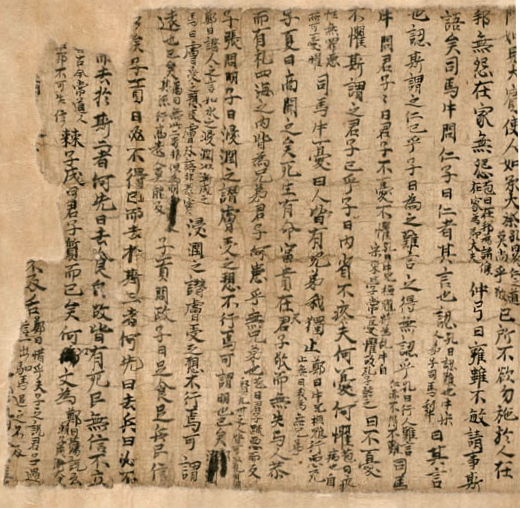
Úryvek Hovorů z Tun-chuangu

Součástí Hovorů je i několik humorných situací a vtipů, i tyto vtipy však mohou skrývat ponaučení. Tak např. když byl Konfucius na cestě do města Wu, pronesl: „Na zabití kuřete neužívám nože na voly.“ Po připomínce svého žáka C'-joua Konfucius dodal: „Co jsem právě řekl, bylo míněno jen žertem.“ I přes toto jednoznačné vyjádření se pozdější Konfuciovi komentátoři Kchung An-kuo i Ču Si domnívali, že ona průpovídka nemusí být vůbec humorná a skrývá jasné ponaučení o tom, že člověk by neměl používat velkou sílu k vyřešení maličkostí. Orientalista Christoph Harbsmeier dokonce naznačuje, že Konfucius myslel jako vtip ne první část své promluvy, ale až tu druhou, ve které hovoří o tom, že jeho předchozí výrok byl myšlen jako vtip.

## Vývoj a různé verze
Od chanské kodifikace se Hovory staly předmětem obrovského množství komentářové literatury. Snad nejvíce komentářů vzniklo za dynastie Sung (960–1279), kdy vznikl konfuciánský směr zvaný neokonfucianismus. Nicméně text Hovorů se od své chanské kodifikace už nijak podstatně neměnil. Ve 12. století se Hovory staly jednou z částí Čtyř knih (dalšími třemi jsou Velké učení, Cesta středu a Meng-c’). Zasloužil se o to neokonfuciánský učenec Ču Si (1130–1200), který Čtyři knihy sestavil. Od roku 1313 až do roku 1905 byla znalost Čtyř knih nezbytnou součástí čínských úřednických zkoušek. Mladí adepti, kteří se ucházeli o místo ve státní správě, se je museli naučit prakticky nazpaměť, začínali přitom Hovory. Od studentů se neočekávalo, že celý obsah Hovorů pochopí hned. Pokud se dílo naučili nazpaměť, očekávalo se, že s přibývajícími zkušenostmi a věkem bude dílo v jejich myslích uzrávat a až ve značně pokročilém věku žáci plně ocení filosofickou hloubku Konfuciových slov.
Nejstarší dochovaný nález Hovorů pochází z roku 55 př. n. l. z oblasti Ting-čou. Tzv. tingčouská verze byla objevena v roce 1973 v chanské hrobce, psána byla na bambusu. Další verze pocházejí např. z čínského Tun-chuangu, kde byla objevena částečná kopie z roku 890, která je nejspíše výtvorem některého ze studentů konfucianismu.

## Překlady
První překlad Hovorů do evropského jazyka pořídili jezuitští misionáři. Pod názvem Confucius Sinarum Philosophus, sive Scientia Sinensis vyšly spolu s dalšími konfuciánskými díly v Paříži v roce 1687. Do angličtiny Hovory přeložila celá řada sinologů jako James Legge, Charles Muller či William Edward Soothill. Za dnes již klasický překlad do angličtiny je považován překlad pořízený Arthurem Waleym.
Do českého jazyka Hovory jako první přeložil Jaroslav Průšek v roce 1942. V tehdejším vydání i v tom novějším z roku 1995 byl jako spoluautor knihy uveden i český indolog Vincenc Lesný, který však jen propůjčil svou autoritu k tomu, aby kniha ve čtyřicátých letech vůbec mohla vyjít od tehdy neznámého badatele J. Průška. V roce 1995 bylo Lesného jméno jako spoluautora zachováno z úcty k němu. Nejnovější český překlad Hovorů byl vydán v roce 2009 v monografii Konfucius v zrcadle Sebraných výroků a jeho autorem je Jaromír Vochala.